# Guy de Chauliac
Guy de Chauliac, född omkring 1300, död 1368, var en fransk läkare, och en av medeltidens mest ryktbara författare inom kirurgin.

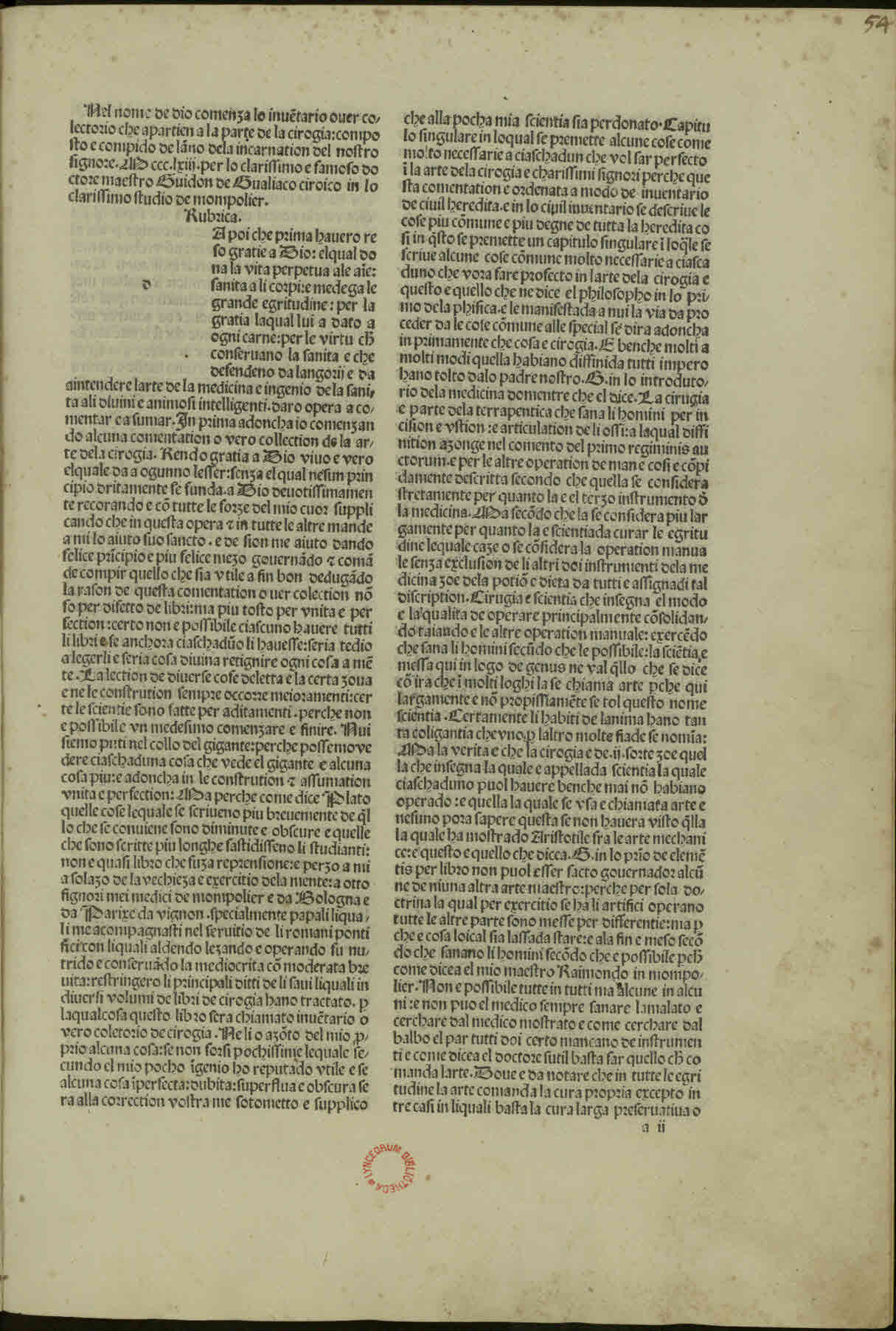
Chirurgia, 1493

Chauliac utbildades till läkare i Montpellier, Bologna och Paris. Han praktiserade först i Lyon och därefter i Avignon, där han anställdes som livläkare hos påvarna Clemens VI, Innocentius VI och Urban V. I sin vetenskapliga verksamhet fullföljde han den arabiska skolans riktlinjer. Hans främsta arbete är Cillectorium artis chirurgicalis medicinæ, ursprungligen skrivet på Occitanska. Verket är utgett i en mängd upplagor och översatt till en rad olika språk, och ansågs länge som den främsta läroboken i kirurgi. Det äldsta bevarade manuskriptet av verket finns i Vatikanbiblioteket.